# 네노현

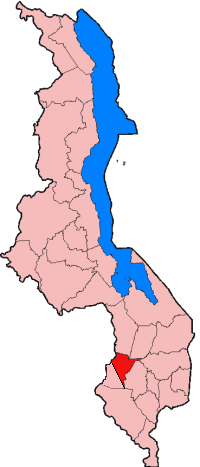
네노 현

네노현(Neno District)는 말라위 남부 주에 위치한 현으로, 현도는 네노이며 인구는 약 80,000명이다. 2003년 음완자 현에서 분리되어 신설되었다.